# 와카티푸 호수

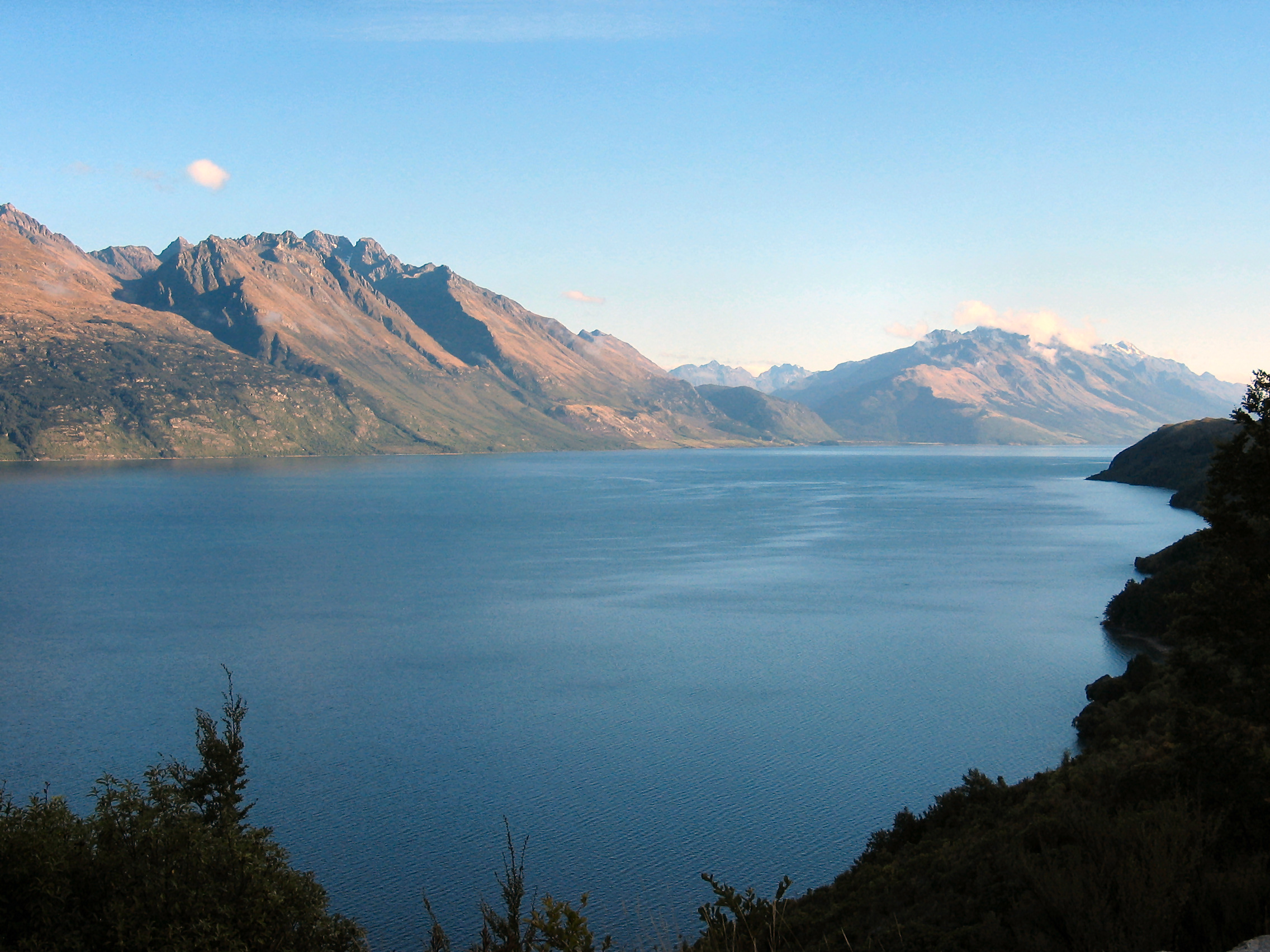
퀸스타운의 고지대에서 내려본 와카티푸 호수

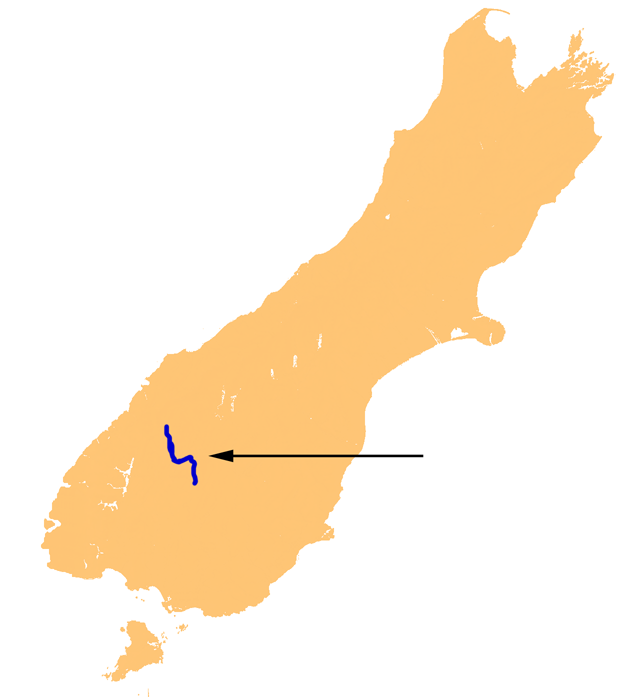
와카티푸 호수의 위치

와카티푸 호수(Lake Wakatipu)는 뉴질랜드 남섬의 내륙에 있는 호수이다. 오타고 지방의 남서 모퉁이, 사우스랜드 지방의 경계 근처에 위치한다.

## 개요
호수의 길이는 약 80 km로 뉴질랜드에서 가장 긴 호수로, 면적은 약 291 km2에로, 뉴질랜드에서 세 번째로 큰 호수이다. 해발 310 m, 남알프스의 남쪽 부근에 위치한다.
빙하가 깎은 U자 계곡 사이에 물이 차 있는 지형으로 되어 있어 호수는 가늘고 길게 뻗어 반대 N 모양을 하고 있다. 다트 강이 북쪽으로 흘러 들어가고, 다른 여러 종류의 하천이 흘러든다. 호수는 북쪽에서 남쪽으로 30 km 뻗어 빠르게 동쪽으로 구굽이치며, 그대로 20 km 뻗어 갑자기 남쪽으로 굽었다가 30 km 남쪽의 킹스턴 근처 호수 남단에 이른다.
와카티푸 호수에서 흘러내리는 강은 유일하게 카와라우강뿐이며, 와카티푸 호수 프랭크톤 후미에서 퀸스타운 8 km 동쪽 지점에서 흘러 나온다. 이 호수는 수심이 매우 깊어 300~400 m에 달한다. 퀸스타운 만에는 26.7 분 주기의 정적 진동이 있고, 수면을 약 200 mm 상하로 요동시킨다.
와카티푸 호수는 산으로 둘러싸인 그 풍경의 아름다움으로 유명하다. 호수 남쪽의 바로 아래에는 리마커블스 산맥이 있다. 그곳에서 스키, 패러글라이딩, 번지점프 그리고 트램핑, 트레킹을 즐길 수 있으며, 어드벤처 투어리즘으로 인기있는 장소가 되고 있다. 빈티지 증기선, TSS 언슬로도 이 호수를 정기적으로 왕복하고 있다. 근처에는 일부 포도밭이 가까이에 있다.

## 갤러리

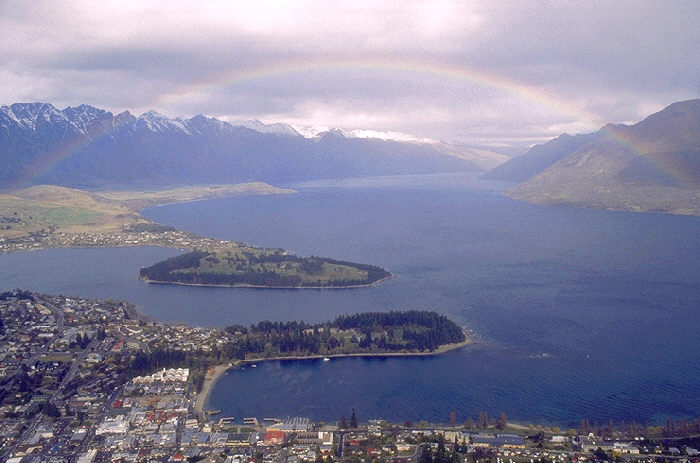
북쪽 끝
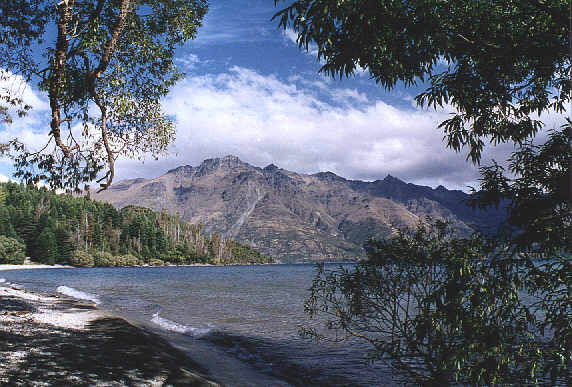
월터 피크 부근
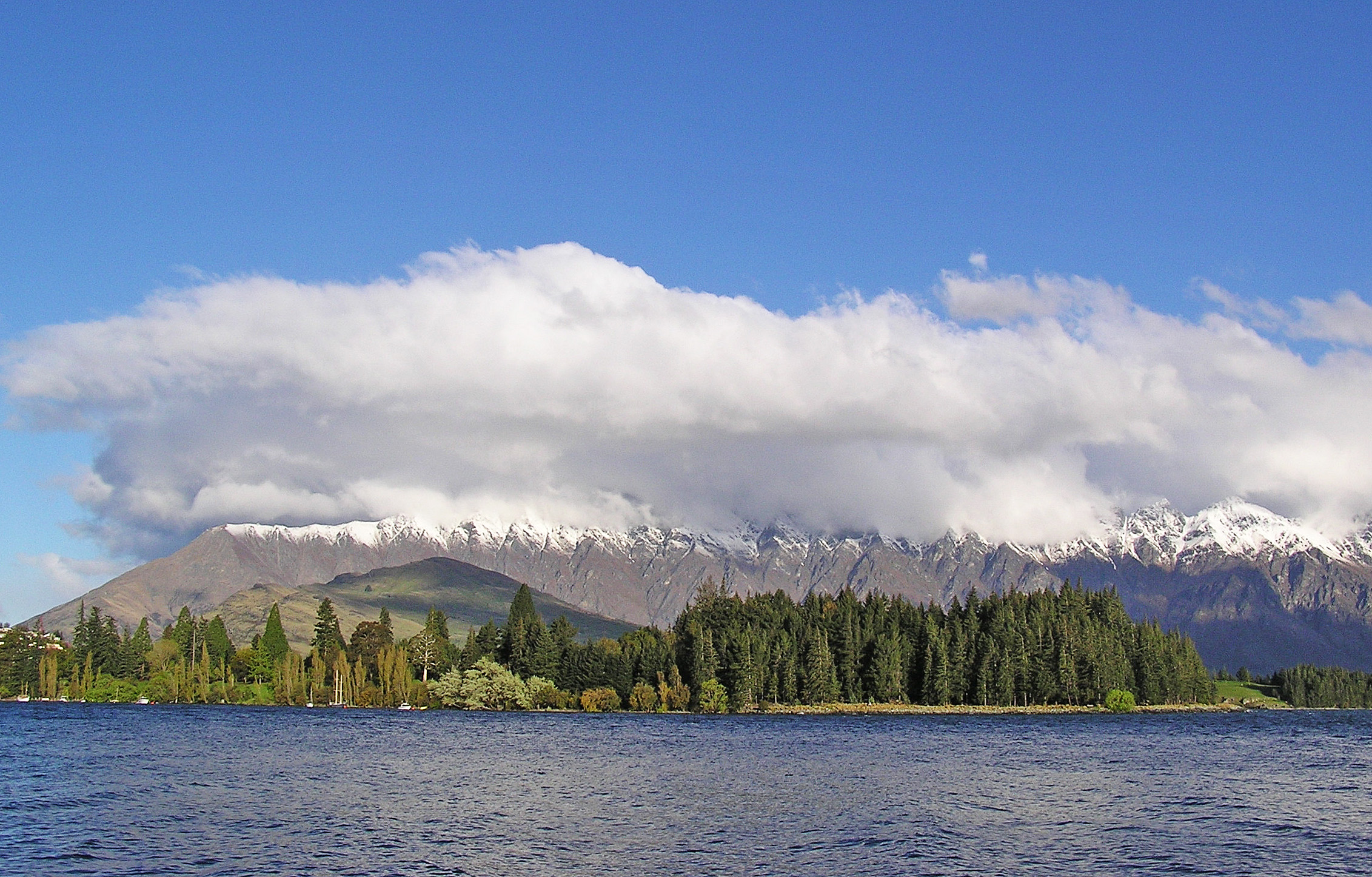
와카티푸 호수와 리마커블 산맥
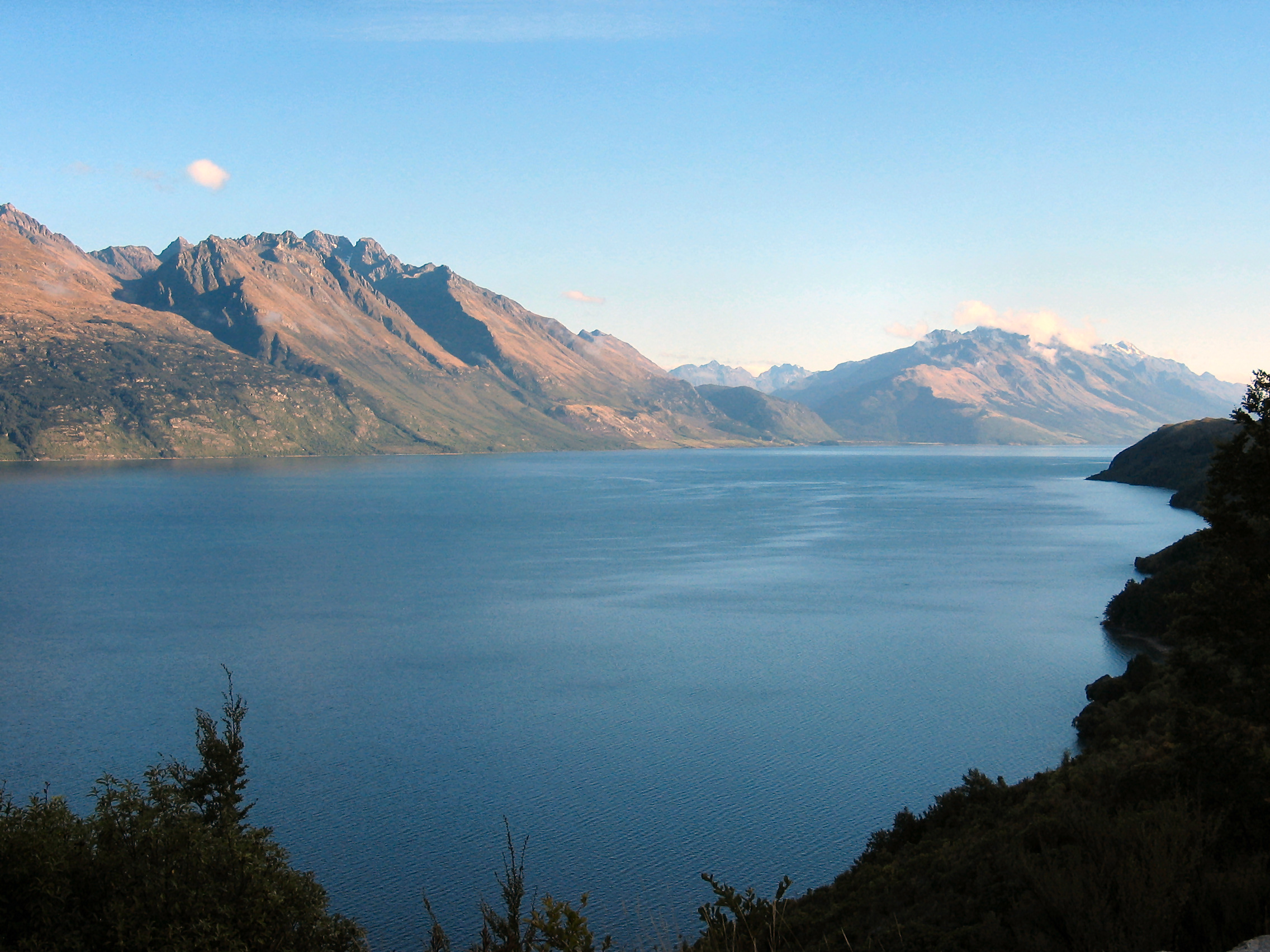
퀸즈타운에서 본 호수
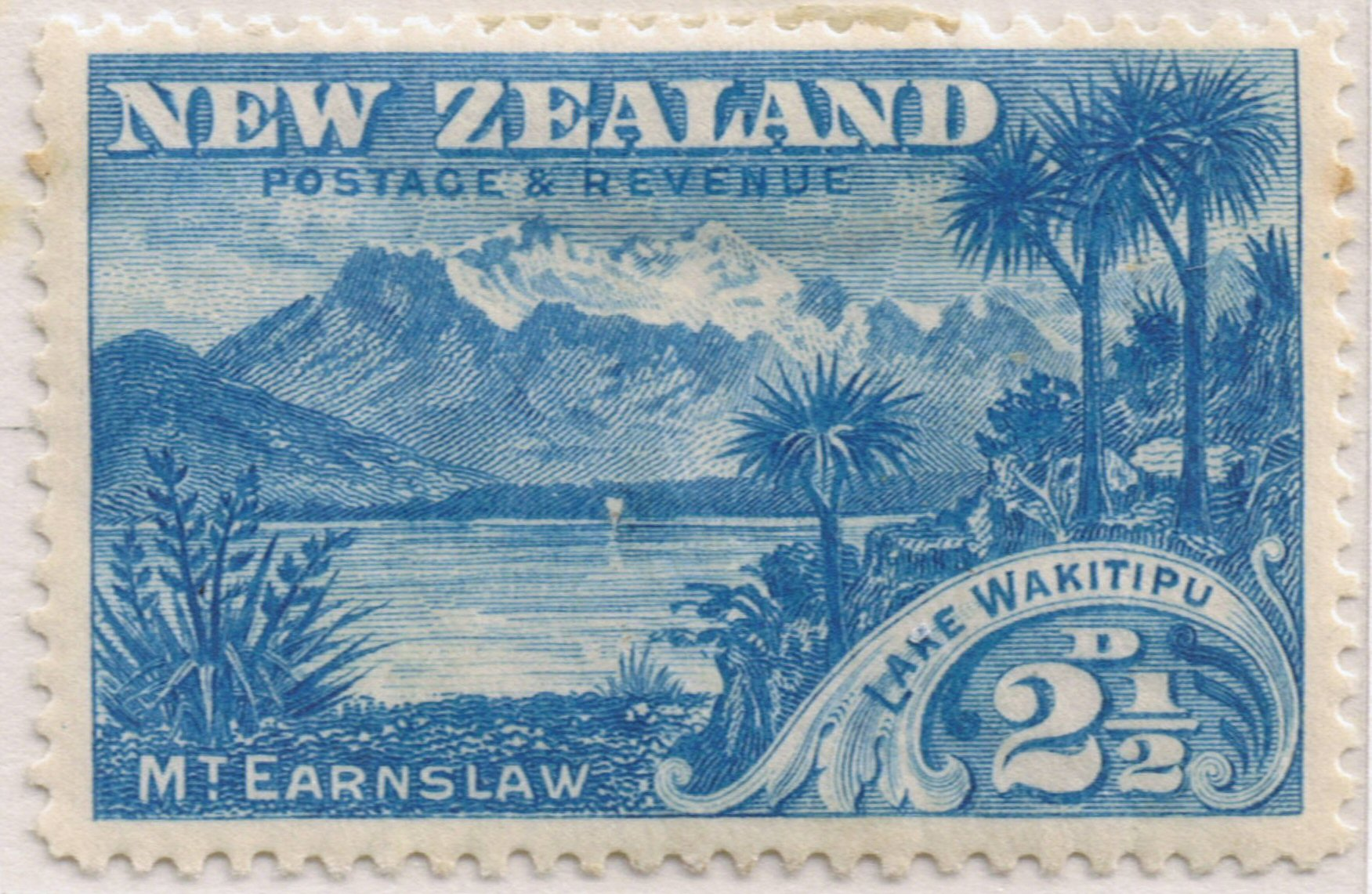
1898년 뉴질랜드 우표
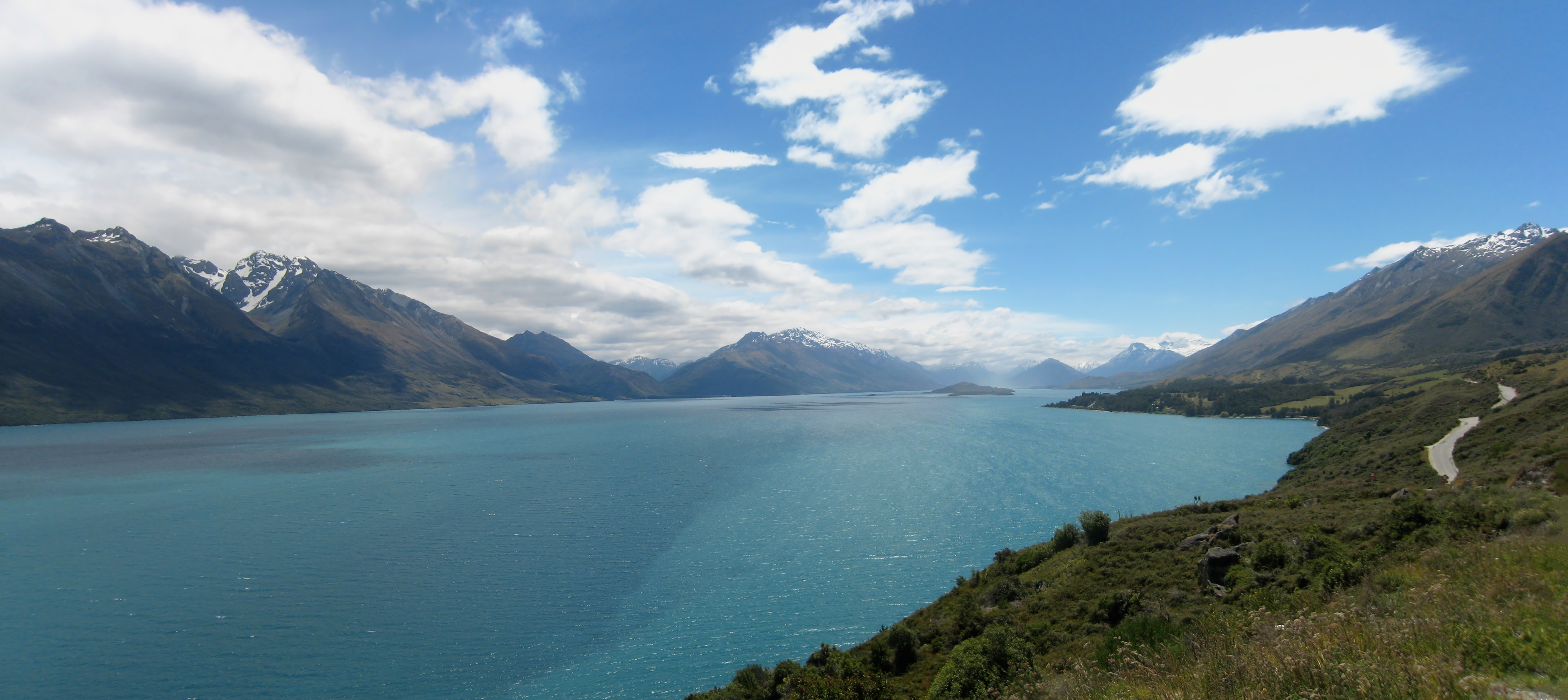
북쪽 끝